# Matelea cremersii
Matelea cremersii är en oleanderväxtart som beskrevs av G. Morillo. Matelea cremersii ingår i släktet Matelea och familjen oleanderväxter. Inga underarter finns listade i Catalogue of Life.